# Christoph Berlin
Christoph Berlin ist der Funkrufname eines Intensivtransporthubschraubers (ITH) in Deutschland, der in die Notfallrettung des Landes Berlin eingebunden ist. Er wird vorwiegend für Interhospitaltransporte von Notfallpatienten und intensivpflichtigen Patienten unter Fortführung aller notwendigen medizinischen Maßnahmen im Umkreis von 100 Kilometern in Berlin und Brandenburg, aber auch angrenzenden Bundesländern eingesetzt. Bei Bedarf kann er auch für Notfalleinsätze im Rettungsdienst in Berlin und Brandenburg eingesetzt werden. Die Alarmierung erfolgt über die Leitstelle der Berliner Feuerwehr.

## Station, Einsatz und Besatzung
Der Hubschrauber vom Typ Airbus Helicopters H145 D-3 ist der einzige Intensivtransporthubschrauber in Berlin. Seine Luftrettungsstation ist die einzige in 24-Stunden-Bereitschaft in Berlin und dem Brandenburger Umland. In der Behördenstruktur der Berliner Feuerwehr handelt es sich bei der Station um eine Stützpunktwache (6106 ITH Christoph Berlin), die der Direktion Nord untersteht. Der Hubschrauber ist auf dem Dach des Unfallkrankenhaus Berlin (UKB) in Berlin-Biesdorf stationiert. Dort befinden sich ein Hubschrauberlandeplatz mit drehbarer Plattform und ein rundum verglaster Hangar zur Unterbringung des Hubschraubers sowie eine Tankanlage. Der Hangar umfasst auch einen Raum zur Flugvorbereitung/-nachbereitung, sanitäre Anlagen und ein Lager. Direkt unterhalb des Hangars befinden sich in obersten Geschoss des UKB die Sozial- und Ruheräume für die Besatzungen.
Bei seinen Einsätzen ist Christoph Berlin mit einem Piloten der DRF Luftrettung besetzt. Die Notfallsanitäter, welche ebenfalls Mitarbeiter der DRF Luftrettung sind, gehören zur Hubschrauberbesatzung (HEMS Technical Crew Member). Die Notärzte werden vom UKB und umliegenden Kliniken gestellt. In der Nacht wird mit zwei Piloten geflogen.
Das Team von Christoph Berlin besteht aus acht fest angestellten Piloten, 20 Notärzten und 14 Notfallsanitätern.
Der Hubschrauber vom Typ Airbus Helicopters H145 D-3 verfügt zusätzlich zur Standardausrüstung über eine Instrumentenflugausrüstung, ein Wetterradar, ein satellitengestütztes Kartenlesegerät und ein auf den Autopiloten aufschaltbares Satellitennavigationssystem (GPS) sowie große Zusatzscheinwerfer für Nachtlandungen. Seit Januar 2012 sind Nachtsichtgeräte einsetzbar, die am Pilotenhelm befestigt werden können, was zu mehr geflogenen Nachteinsätzen geführt hat. Insgesamt finden zwischenzeitlich 30 Prozent der Notfalleinsätze nachts statt. Des Weiteren ist Christoph Berlin seit Januar 2013 mit Digitalfunk ausgestattet.

## Geschichte
Am 15. August 1993 wurde der Intensivtransporthubschrauber mit Rufnamen ITH Berlin am Standort Flughafen Berlin-Tempelhof in Dienst gestellt. Die luftfahrtbehördliche Genehmigung folgte am 14. Oktober 1994, die offizielle Indienstnahme im Jahr 1995.
Am 24. November 2002 kam es zu einem Flugunfall, bei dem ein Besatzungsmitglied starb und der Hubschrauber zerstört wurde (siehe Unfall 2002).
Seit dem 1. Juli 2005 trägt der Hubschrauber den Rufnamen Christoph Berlin. Aufgrund der Schließung des Flughafens Berlin-Tempelhof wurde der Standort des Hubschraubers am 28. Oktober 2008 an das Unfallkrankenhaus Berlin verlegt, was den Bau eines neuen Hangars erforderte. Dieser fand seinen Platz direkt auf dem Dach des Unfallkrankenhauses Berlin und wurde dort am 14. Juli 2009 eingeweiht.
Die Erneuerung der Flotte des Betreibers und aufgrund mehrerer Beschwerden über die Lautstärke der Bell 412 erfolgte im Oktober 2011 ein Wechsel auf das Hubschraubermuster EC 145, welches aufgrund seiner geringen Außenmaße optimal für die Luftrettung in der Stadt geeignet und für Nachtsichtgeräte angepasst ist. Am 4. Juli 2016 fand der Wechsel auf das Muster Airbus Helicopters H145 D-2 statt, einer neueren Version der EC 145 mit ummanteltem Heckrotor, wodurch der Geräuschpegel weiter gesenkt werden konnte. Seit dem 22. Januar 2024 wird an der Station ein Airbus Helicopters H145 D-3 mit Fünfblattrotor eingesetzt.
Seit dem 1. November 2024 erfolgt die Teilnahme am DRF Projekt HeliBlut. In diesem transportiert der ITH Blutprodukte wie u. a. Erythrozytenkonzentrate zum Notfallort, wo diese bei massiven Blutverlusten lebensrettend sein können.

## Einsätze
Zum Einsatz kommt Christoph Berlin hauptsächlich bei Intensivtransporten in Berlin und Brandenburg. Neben der Verwendung für diese Sekundäreinsätze kann die Leitstelle der Berliner Feuerwehr Christoph Berlin auch für Primäreinsätze in Berlin und Brandenburg einsetzen, sofern kein Rettungshubschrauber oder anderes geeignetes Rettungsmittel zeitgerecht einsetzbar ist (Dual Use).
| Jahr | Einsatzzahl |
| ---- | ----------- |
| 2012 | 1094        |
| 2013 | 1167        |
| 2014 | 1138        |
| 2015 | 1145        |
| 2016 | 1166        |
| 2017 | 1099        |
| 2018 | 1313        |
| 2019 | 1217        |
| 2020 | 1398        |
| 2021 | 1568        |
| 2022 | 1376        |
| 2023 | 1217        |

## Unfall 2002
Während eines Einsatzes stürzte ITH Berlin am 24. November 2002 um 22:16 Uhr beim Landeanflug auf dem Flugplatz Pritzwalk-Sommersberg im brandenburgischen Landkreis Prignitz ab. Auf dem Flugplatz sollte ein lebensbedrohlich erkrankter Patient vom Krankenhaus Pritzwalk übernommen und zu einer Notoperation nach Potsdam geflogen werden. Bei schlechter Sicht flog der Pilot zu schnell an, woraufhin die rechte Kufe bei der Bodenberührung abbrach. Die Bell 412 (Baujahr 1993) überschlug sich, fing Feuer und brannte vollständig aus.
Der Kopilot verstarb im Wrack, offenbar unmittelbar nach dem Aufprall infolge einer Schädelverletzung. Der Pilot wurde nebst Sitz beim Aufschlag aus dem Hubschrauber geschleudert und schwer verletzt. Der Arzt und die Rettungsassistentin konnten sich selbst aus dem brennenden Wrack befreien und erlitten schwere Brandverletzungen. Zudem verstarb kurze Zeit später der Patient, den der Hubschrauber abholen sollte.
Der Unfallpilot wurde 2006 zu einer Geldstrafe verurteilt. Im 2012 veröffentlichten Untersuchungsbericht kam die Bundesstelle für Flugunfalluntersuchung (BFU) zu dem Ergebnis, dass der Flugunfall u. a. auf „die Entscheidung zur Fortsetzung des Landeanfluges nach Sicht bei unzureichenden Wetterbedingungen und fehlenden visuellen Referenzen auf einen schwach ausgeleuchteten Landeplatz“, mangelhafte Schulung der Flugbesatzung und unzureichende Vorgaben im Flugbetriebshandbuch des Unternehmens zurückzuführen sei. Technische und gesundheitliche Ursachen wurden ausgeschlossen. Die BFU gab eine Sicherheitsempfehlung zur Verhütung künftiger Unfälle ab.

## Sonstiges
Der Name Christoph geht auf den heiligen Christophorus zurück, den Schutzpatron der Reisenden und Nothelfer für Rettung aus höchster Gefahr. Nach ihm tragen alle deutschen Rettungshubschrauber den BOS-Funk-Rufnamen Christoph, gefolgt von einer Nummer bei Rettungshubschraubern und einer Bezeichnung zum Standort bei Intensivtransporthubschraubern.
In Berlin werden neben diesem Intensivtransporthubschrauber Christoph 31 und Christoph 100 als Rettungshubschrauber betrieben und durch die Leitstelle der Berliner Feuerwehr alarmiert.